# اشکرافت (ویرجینیا)
اشکرافت (به انگلیسی: Ashcroft) یک منطقهٔ مسکونی در ایالات متحده آمریکا است که در شهرستان البمارل، ویرجینیا واقع شده‌است.